# 현암중학교
현암중학교(玄岩中學校)는 대한민국 경기도 용인시 수지구 죽전동에 있는 공립 중학교이다.

## 학교 연혁
- 2005년 1월 19일 : 현암중학교 설립인가(42학급)
- 2005년 3월 1일 : 초대 임종옥 교장 취임
- 2005년 3월 8일 : 개교 및 제1회 입학식(60명)
- 2006년 2월 16일 : 제1회 졸업식(졸업생 27명)
- 2007년 9월 27일 : 현암 글마루 도서관 개관
- 2014년 9월 1일 : 혁신학교 지정(~2018.08.31.)
- 2020년 9월 1일 : 제6대 한보석 교장 취임
- 2022년 9월 1일 : 혁신학교 재지정(~2027.02.28.)
- 2024년 1월 5일 : 제19회 졸업식(졸업생 166명, 연 2695명)
- 2024년 3월 4일 : 제20회 신입생 입학식(157명)
- 2024년 9월 1일 : 제7대 이명숙 교장 취임

## 참고 자료
- 현암중학교 - 한국교육학술정보원 학교알리미